# Rino Fisichella

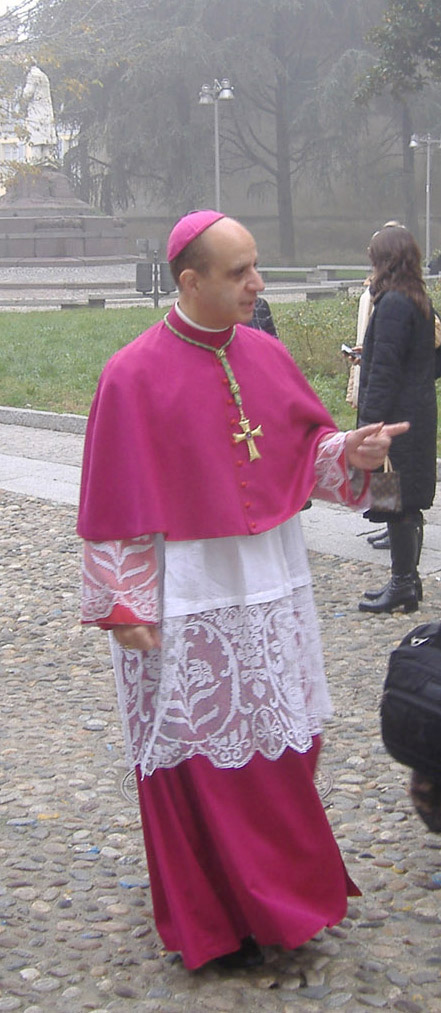
Rino Fisichella, 2006

Wappen von Erzbischof Rino Fisichella

Rino Fisichella, eigentlich Salvatore Fisichella  (* 25. August 1951 in Codogno, Provinz Lodi, Italien), ist ein römisch-katholischer Theologe und Kurienerzbischof.

## Leben
Fisichella war Seminarist am Almo Collegio Capranica und empfing am 13. März 1976 die Priesterweihe in Rom durch Ugo Kardinal Poletti. 1980 wurde er an der Päpstlichen Lateranuniversität mit einer Arbeit über Hans Urs von Balthasar promoviert.
1998 wurde er von Johannes Paul II. zum Weihbischof in Rom bestellt sowie zum Titularbischof von Vicohabentia ernannt. Die Bischofsweihe wurde am 12. September 1998 erteilt durch Camillo Kardinal Ruini.
Er war Präsident der diözesanen Kommission für Ökumene und Interreligiösen Dialog und ist Mitglied der Kongregation für die Glaubenslehre und der Kongregation für die Selig- und Heiligsprechungsprozesse. Fisichella war maßgeblich an der 1998 veröffentlichten Enzyklika Fides et ratio von Papst Johannes Paul II. beteiligt. 2006 unterstützte er die Arbeit der Päpstlichen Stiftung Centesimus Annus Pro Pontifice (CAPP) mit der Konferenz „Sozialenzyklika ‚Centesimus Annus‘ und die Zukunft Europas“ im Acton Institute.
Fisichella war jahrelang Professor für Fundamentaltheologie an der Päpstlichen Universität Gregoriana. Von 2002 bis 2010 war er Rektor der Päpstlichen Lateranuniversität und darüber hinaus offizieller Kaplan des italienischen Parlaments sowie Präsident des „Internationalen Instituts »Johannes Paul II.« für Studien über Ehe und Familie“.
Am 17. Juni 2008 entband ihn Papst Benedikt XVI. von seinen Aufgaben als Weihbischof im Bistum Rom und ernannte ihn in Nachfolge von Elio Sgreccia zum Präsidenten der Päpstlichen Akademie für das Leben. Gleichzeitig erhob er ihn unter Beibehaltung seines Titularbistums pro hac vice zum Titularerzbischof.
Am 30. Juni 2010 ernannte ihn Benedikt XVI. zum Präsidenten des neu errichteten Päpstlichen Rates zur Förderung der Neuevangelisierung.
Mit Inkrafttreten der Apostolischen Konstitution Praedicate Evangelium am 5. Juni 2022 ging der Päpstliche Rat zur Förderung der Neuevangelisierung im vom Papst persönlich geleiteten Dikasterium für die Evangelisierung auf. Fisichella ist seither einer der beiden Pro-Präfekten des Dikasteriums.
Am 18. Februar 2023 ernannte ihn Papst Franziskus zum Mitglied des Dikasteriums für die Kultur und die Bildung.
Fisichella gilt als vatikanischer „Chef-Ethiker“.

## Schriften
- Hans Urs von Balthasar. Dinamica dell’amore e credibilità del cristianesimo. Città Nuova Editrice, Rom 1981.
- Dictionary of Fundamental Theology, Abingdon Press 1999, ISBN 0-8245-1834-9, zusammen mit Rene Latourelle.
- Dio è amore. Commento teologico-pastorale a Deus Caritas est., Lateran University Press 2007, ISBN 978-88-465-0551-4.
- Was ist Neuevangelisierung?. Sankt Ulrich Verlag, Augsburg 2012, ISBN 978-3-86744-219-0.